# Stizoscepa severini
Stizoscepa severini är en insektsart som beskrevs av Griffini 1908. Stizoscepa severini ingår i släktet Stizoscepa och familjen vårtbitare. Inga underarter finns listade i Catalogue of Life.